# نوفوجورجيفسك
نوفوجورجيفسك مدينة أوكرانية غمرتها مياه خزان سد كريمنشوك عام 1961.

## تاريخها
ووجدت المدينة في فترة الاستعمار البولندي على الأراضي الجديدة التي تسلمها ملك بولندا بعد اتحاد لوبلين عام 1615 وكانت كريلوف جزءاً من كورسون ستاروستا، وبُبنيت المستعمرة على الطرف الأيمن من ضفة نهر دنيبر بالقرب من نهر تياسمين، وتُشير بعض الحقائق التاريخية إلى أن عدد المحاكم فيها قد وصل إلى 200 محكمة، فيما بلغ عدد سكانها حوالي 1200 شخص وذلك عام 1616، وفي ذلك الوقت طُبق قانون ماغديبورغ في المستعمرة، بالإضافة إلى قانون تشريع سلوبودا الذي أعفى المدينة من ضريبة الأراضي لمدة 30 عاماً، وبلغ عدد المنازل في عام 1631 إلى 50 منزلاً مُسجل لدى المحكمة، بالإضافة إلى 200 منزل مملوك، وخلال ثورة القوقاز في القرن السابع عشر؛ تعرضت المدينة لهجمات عديدة.
ومنذ تقسيم بولندا، انتقلت المدينة لحُكم الإمبراطورية الروسية، وفي عام 1795 أصبحت هذه المدينة تحت مُسمى إلكساندريا التابعة للإمبراطورية الروسية، وقبل عدة سنوات كانت المدينة تابعة لحُكم الميرهورود، وفي عام 1741 وصل عدد المحاكم في المدينة إلى 400 محكمة، في حين وصل عدد السكان إلى 2000 نسمة، وما بين عامي 1752 و1764 كانت المدينة من المدينتين الرئيسيتين في صربيا الجديدة وضمت فوج باندوري، وفي عام 1808 أصبح عدد المحاكم في المدينة 45 مدينة فقط، وعدد السكان كان 550.
وفي عام 1860، تم تغيير اسم المدينة إلى نوفوجورجيفسك التي كانت جزءاً من ألكساندريسكي في خيرسون، وفي عام 1894 وصل عدد المحاكم في المدينة إلى 1634 محكمة وعدد السكان قد وصل إلى 12,653 على مساحة أرض 350 ديساتيناس (وحدة قياس روسية)، وكان يوجد ثلاث كنائس أورثوذكسية وكنيس يهودي ومدرسة تابعة للكنيسة ومدرستان إعداديتان ومستشفى و11 مصنعاً وغير ذلك أيضاً، وخلال الحرب العالمية الأولى، كانت المدينة مكاناً لفوج فرسان القرم التابع للجيش الروسي آنذاك، وكانت المدينة أحد ميداين الحرب، وكانت محمية من القلاع والأحصنة، ولكن كان عملية إجلاء المدينة من السكان متأخراً؛ بسبب استخدام القطارات لإخلاء مدينة وارسو، وتقول أحد الروايات إنّ الألمان قد أخذوا 85,000 سجيناً من المدينة.
وما بين عامي 1959 و1961، وتحديداً بعد بناء خزان سد كريمنشوك، تم إجلاء سكان المدينة إلى سفيتلوفودسك بعد أن داهمت المياه أراضي نوفوجورجيفسك، وكانت المدينة جزءاً من أراضيها والتي تحتوي على 9,900 سكناً تم تدميره بسبب مياه خزان السد، فيما لم تتأثر بعض الأجزاء العليا من المدينة وأصبحت قرية ناهرن (سفيتلوفودسك رايون اليوم).  

## أبرز سكانها
مغني الأوبيرا الروسي ميخائيل شيسكي ولد في نوفوجورجيفسك عام 1883.